# RPM Tuning
RPM Tuning, también titulado Top Gear RPM Tuning y conocido como Midnight Outlaw: Six Hours to Sun Up para Microsoft Windows, es un videojuego de carreras desarrollado por el estudio francés Babylon Software y publicado por Wanadoo Edition en 2004 para Windows, PlayStation 2 y Xbox. Es parte de la serie Top Gear. La versión para PlayStation 2 no fue lanzada en Norteamérica.

## Trama
La trama tiene lugar en 2003 y trata sobre Vince, un conductor clandestino que busca un coche. Un modelo GTSR (el mejor del juego), sus únicas pistas son el nombre de RedSet y el lugar de un mecánico, un punto de referencia para los entusiastas de los automóviles de la zona. Entra Vince. El mecánico le dice que se vaya si es para un cambio de aceite, pero Vince le explica que está buscando un auto y el mecánico le responde que entonces es diferente y le hace elegir el auto entre tres modelos: el Hatchback si, el Pickup. 150 o 322ci. Luego conoce a Rick, un piloto subterráneo con sus dos secuaces: Mac y Dante. Después de algunas carreras, conoce a Carmen, la hija del mecánico, y Lewis, su hermano. El mecánico le ofrece un cambio con el GT coupé ya que su coche aún es nuevo. Después de un tiempo, Rick le presenta a Mike, Lucy y luego a Donny, su mecánico que le ofrece un intercambio con el Horse V8, el segundo auto más rápido del juego. Después del ladrón, resulta ser Rick, quien estaba tratando de venderla a un policía llamado McCullen con un plan para no ser atrapado. En una parte peleas con Dante, luego con Rick. Después de que Carmen, que solía odiar a Vince, ahora se enamora de él, le dispara a Rick y resulta que él era el que quería vender el GTSR, directamente desde un maletín lleno de dinero que Vince encontrará en el baúl del auto de Rick.

## Jugabilidad
Consta de 54 misiones que te permitirán desbloquear lentamente todas las modificaciones y coches del juego. Se caracteriza por una gran variedad de modificaciones aplicables al automóvil, tanto como para posibilitar 1.382.976 combinaciones en el aspecto estético del automóvil y 221.184 combinaciones en las partes mecánicas.
Puede encontrar muchos modelos de máquinas reales renombradas. Son el Toyota Celica, rebautizado como Coupe GT, el BMW 322 (rebautizado como 322ci), el Honda Civic (rebautizado como Hatback SI), el Horse V8, (Ford Mustang 2003), el Dodge Viper, rebautizado como GTSR. Luego está una camioneta (la única de la serie): la camioneta 150: una camioneta V6 cuyo auto real es el Ford Lightning. También puedes hacer carreras rápidas, llevando coches ya modificados. Aquí están todos los coches ya propuestos y algunos inéditos de los contrincantes o haz el "prepárate para ir" que consistiría en comprar un coche que ya te han propuesto, modificarlo y volver sobre buena parte de tu carrera.

## Recepción
La versión de Xbox recibió "críticas generalmente desfavorables" según el sitio web de agregación de reseñas Metacritic.